# Opalimosina sordipes
Opalimosina sordipes är en tvåvingeart som först beskrevs av Adams 1904.  Opalimosina sordipes ingår i släktet Opalimosina och familjen hoppflugor. Inga underarter finns listade i Catalogue of Life.